# سون (رشته‌کوه)
سِوِن (به فرانسوی: Cévennes) طیف وسیعی از رشته‌کوه و کانون تمدن و فرهنگ در جنوب مرکزی فرانسه است و در لبه جنوب شرق مسیف سونترال قرار دارد که بخش‌هایی از دپارتمان‌های گار، لوزر، آردش، اوت-لوآر را پوشش می‌دهد.